# بورجو توسينيانو
بورجو توسينيانو (بالإيطالية: Borgo Tossignano)‏ هي بلدية في مقاطعة بولونيا في إقليم إميليا رومانيا الإيطالي.

## السكان
في سنة 1861 بلغ عدد السكان 2٬087 نسمة، وتطور العدد ليصل في سنة 2011 لـ 3٬302 نسمة.
يظهر هذا المخطط البياني تطور النمو السكاني لـ بورجو توسينيانو